# Chełmiec (gmina)
Pour les articles homonymes, voir Chełmiec.
Chełmiec est une gmina rurale du powiat de Nowy Sącz, Petite-Pologne, dans le sud de la Pologne. Son siège est le village de Chełmiec, qui se situe environ 3 km à l'ouest de Nowy Sącz et 71 km au sud-est de la capitale régionale Cracovie.
La gmina couvre une superficie de 112,01 km2 pour une population de 24 473 habitants.

## Géographie
La gmina inclut les villages de Biczyce Dolne, Biczyce Górne, Chełmiec, Chomranice, Dąbrowa, Januszowa, Klęczany, Klimkówka, Krasne Potockie, Kunów, Kurów, Librantowa, Marcinkowice, Naściszowa, Niskowa, Paszyn, Piątkowa, Rdziostów, Świniarsko, Trzetrzewina, Ubiad, Wielogłowy, Wielopole, Wola Kurowska et Wola Marcinkowska.
La gmina borde les gminy de Gródek nad Dunajcem, Grybów, Kamionka Wielka, Korzenna, Limanowa, Łososina Dolna et Podegrodzie.